# Mario Gallegos
Mario Gallegos (* Sangolquí, Ecuador, 27 de septiembre de 1992) es un futbolista ecuatoriano que juega de delantero en el Club Social y Deportivo Vargas Torres de la Segunda Categoría.

## Clubes
| Club          | País    | Año       |
| ------------- | ------- | --------- |
| Esmeraldas SC | Ecuador | 2008      |
| SD Municipal  | Ecuador | 2009      |
| Águilas       | Ecuador | 2010-2011 |
| Universitario | Ecuador | 2012      |
| Rocafuerte SC | Ecuador | 2013      |
| Águilas       | Ecuador | 2014      |
| Rocafuerte SC | Ecuador | 2015      |